# Émile Vaucanu
Émile Vaucanu, eigentlich Émile Joseph Isidor Vaucanu, (* 10. November 1864 in Bernay, Département Eure; † 1894 im Kaukasus, Russisches Kaiserreich) war ein französischer Kupferstecher und Zeichner.

## Leben
Vaucanu stammte aus einfachen Verhältnissen, sein Vater war Angestellter, seine Mutter Näherin und er hatte einen älteren Bruder, Pierre Charles Gustave. Mit 21 Jahren ging er 1885 nach Paris und wurde an der École des Beaux-Arts (EBA) als Schüler angenommen. Seine Lehrer waren u. a. William Adolphe Bouguereau, Louis Pierre Henriquel-Dupont und Tony Robert-Fleury.
Mit Unterstützung seiner Lehrer konnte Vaucanu mehrere kleine Ausstellungen an der EBA mitbestreiten, als die Société des Artistes Français (SAF) auf ihn aufmerksam wurde. Weitere Ausstellungen folgten und auch die Société des Amis des Arts wie auch die Société nationale des beaux-arts machten ihm Angebote.
1889 konnte Vaucanu auf der Weltausstellung in Paris elf seiner „Gravures archéologiques“ ausstellen und drei Jahre später vertrat er sein Land auf der Exposition internationale de Madrid und präsentierte eine Büste des Klerikers Robert Thomas Lundet (1743–1823). Diese „kleine Weltausstellung“ war der Höhepunkt der spanischen Feierlichkeiten zu 400 Jahre Entdeckung Amerikas.
Vaucanu versuchte sich ab 1894 in der Freilichtmalerei. Im Frühjahr desselben Jahres brach er zu einer Grand Tour auf. Nach Athen und Istanbul besuchte er Tiflis (heute Georgien) und Baku (heute Aserbaidschan). Er bestaunte die Ruinen von Merw ebenso wie die Altstadt von Gyzylarbat (beide heute Turkmenistan). Kurze Zeit später wurde seine Reisegruppe von Räubern überfallen und Vaucanu wurde wie etliche andere Mitglieder der Gruppe dabei getötet.